# Ivan Krapić
Ivan Krapić (* 14. Februar 1989 in Rijeka) ist ein kroatischer Wasserballspieler. Er gewann bis 2024 mit der kroatischen Nationalmannschaft eine olympische Silbermedaille sowie zwei Goldmedaillen bei Weltmeisterschaften. Bei Europameisterschaften erkämpfte er einmal Gold.

## Sportliche Karriere
Ivan Krapić spielte anfangs bei VK Primorje Rijeka. 2016 war er als Profi in Italien aktiv, ab 2020 spielte er in Frankreich bei CN Noisy-le-Sec.
2009 nahm Ivan Krapić mit der kroatischen Studentenauswahl an der Universiade in Belgrad teil und erkämpfte die Silbermedaille. Im Juni 2013 gewann Krapić mit der kroatischen Nationalmannschaft den Titel bei den Mittelmeerspielen 2013 vor den Spaniern. Bei den Olympischen Spielen 2016 in Rio de Janeiro belegten die Kroaten in ihrer Vorrundengruppe den zweiten Platz hinter den Spaniern. Mit einem Viertelfinalsieg über die Brasilianer und einem Halbfinalsieg gegen die Montenegriner erreichten die Kroaten das Finale. Sie unterlagen im Endspiel den Serben, das Ergebnis lautete 7:11. Krapić warf in der Vorrunde zwei Tore. Bei der Weltmeisterschaft 2017 in Budapest siegten die Kroaten im Halbfinale mit 12:11 über die Serben. Im Endspiel schlugen sie die Ungarn mit 8:6.
Fünf Jahre später war Ivan Krapić wieder bei einer Weltmeisterschaft dabei und wieder fand diese in Budapest statt. 2022 gewannen die Kroaten im Viertelfinale der Weltmeisterschaften im Viertelfinale mit 14:12 gegen Serbien. Nach einer 5:10-Niederlage gegen die Spanier im Halbfinale verloren die Kroaten im Spiel um den dritten Platz gegen die Griechen. Zwei Monate später bei der Europameisterschaft in Split gewannen die Kroaten im Halbfinale mit 11:10 gegen die Italiener und im Finale mit 10:9 gegen die Ungarn. Bei der Weltmeisterschaft 2023 in Fukuoka verloren die Kroaten in den Play-offs gegen Montenegro und belegten am Ende den neunten Rang. Im Februar 2024 bei der Weltmeisterschaft in Doha gewannen die Kroaten den Titel im Penaltyschießen gegen die Italiener.